# Československá basketbalová liga žen 1966/1967
Československá basketbalová liga žen 1966/1967 byla nejvyšší ligovou basketbalovou soutěží žen v Československu. Počet družstev byl 10. Titul mistra Československa získal tým Sparta ČKD Praha, na druhém místě se umístil klub Slovan Orbis Praha a na třetím KPS Brno.
- Sparta ČKD Praha (trenér Zbyněk Kubín) v sezóně 1966/67 získala svůj 9. titul mistra Československa (z 23 celkem) a její hráčky patřily mezi opory reprezentačního družstva Československa.
- Vítězem ankety Basketbalista roku 1966 byla Helena Malotová-Jošková (Jiskra Kyjov).
- „All Stars“ československé basketbalové ligy - nejlepší pětka hráčů basketbalové sezóny 1966/67: Helena Malotová-Jošková, Marta Kreuzová-Melicharová, Sylva Richterová, Věra Štecherová, Milena Jindrová.

Konečné pořadí ligy 

1. Sparta ČKD Praha (mistr Československa 1967) - 2. Slovan Orbis Praha - 3. KPS Brno - 4. Slovan CHZJD Bratislava - 5. Lokomotíva Bratislava - 6. Slavia VŠ Praha - 7. Jiskra Kyjov - 8. Spartak Brno ZJŠ - 9. Lokomotíva Ústí nad Labem - další družstva sestup z 1. ligy: 10. Lokomotíva Košice

## Systém soutěže
- Všechna družstva hrála dvoukolově každý s každým (doma - venku), dohromady 18 zápasů.

### 1. Základní část (bodováno zvlášť)
| Poř. | Tým                       | Z  | V  | P  | Skóre     | Body |
| ---- | ------------------------- | -- | -- | -- | --------- | ---- |
| 1.   | Sparta ČKD Praha          | 18 | 14 | 4  | 1191: 927 | 32   |
| 2.   | Slovan Orbis Praha        | 18 | 14 | 4  | 1271:1045 | 32   |
| 3.   | KPS Brno                  | 18 | 12 | 6  | 1321:1019 | 30   |
| 4.   | Slovan CHZJD Bratislava   | 18 | 12 | 6  | 1127:1030 | 30   |
| 5.   | Lokomotíva Bratislava     | 18 | 12 | 6  | 1213: 997 | 30   |
| 6.   | Slavia VŠ Praha           | 18 | 10 | 8  | 1072:1065 | 28   |
| 7.   | Jiskra Kyjov              | 18 | 8  | 10 | 998:1040  | 26   |
| 8.   | Spartak Brno ZJŠ          | 18 | 4  | 14 | 912:1149  | 22   |
| 9.   | Lokomotiva Ústí nad Labem | 18 | 4  | 14 | 844:1140  | 22   |
| 10.  | Lokomotíva Košice         | 18 | 0  | 18 | 708:1245  | 18   |

## Sestavy (hráčky, trenéři) 1965/1966, 1966/1967
- Spartak Praha Sokolovo: Marta Kreuzová-Melicharová, Sylva Richterová, Milena Vecková-Blahoutová, Marie Zahoříková-Soukupová, Pavla Gregorová-Holková, Eva Myslíková-Stehnová, Hana Polívková, Eva Polívková, Urbanová, Jana Bednářová-Edlová, Doležalová, Rottová. Trenér Zbyněk Kubín
- KPS Brno: Věra Horáková-Grubrová, Olga Přidalová (Kyzlinková-Mikulášková), Dana Tušilová-Rumlerová, Olga Bobrovská-Hrubá, Julie Žižlavská-Koukalová, Eva Mikulášková, Olejníčková, Ležáková, Hanáková, Kučerová-Lastovecká, Šeneklová, Novotná. Trenér Jindřich Drásal
- Slovan Orbis Praha: Dagmar Hubálková, Věra Štechrová-Koťátková, Jaroslava Majerová-Ŕepková, Libuše Kociánová-Bolečková, Eva Hegerová-Šuckrdlová, Benešová-Havlíčková, Stejskalová, Fialová, Fišerová, Řezníčková. Trenér Svatopluk Mrázek
- Lokomotiva Bratislava: Helena Zvolenská, Valéria Tyrolová, Antonína Nováková-Záchvějová, Marta Tomašovičová, Helena Strážovská-Verešová, Jajtnerová, Fischerová, Gerhátová, Labudová, Lišková. Trenér Ján Hluchý
- Slovan ÚNV Bratislava: Zora Staršia-Haluzická, Eva Petrovičová, Olga Blechová-Bártová, Hana Veselá-Boďová, Věra Zedníčková-Ryšavá, Dana Šmihulová-Hapalová, Edita Uberalová-Príkazská, Mičudová-Baránková, Bíliková, Martišová, Labudová, Pavlíková, Dubovská, Baštrnáková, Miklánková. Trenér Kurt Uberal
- Jiskra Kyjov: Helena Malotová-Jošková, Ludmila Kuřilová-Navrátilová, Vlasta Pacíková, Marie Řiháková, Pázlerová, Uryčová. Trenér Ivan Kuřil
- Slavia Praha ITVS: Milena Jindrová (Hacmacová), Alena Spejchalová, Ivana Mrázková-Kuchařová, Radka Matoulková-Brožková, Alena Dolejšová-Plechatová, Bublíková, Kupková, Dočekalová, Lehká. Trenér Jan Karger
- Lokomotiva Ústí n/L: Pavla Pavlíčková, Petra Pavlíčková, Jana Šubrtová, Ludmila Kuřilová-Navrátilová, Vránová, Špačková, Hana Slavíková, Alena Holanová, Strachová. Trenér Květoslav Soukup
- Slavia VŠ Brno: Zahrádková, Dašovská, Paseková, Dufková, Reichlová, Robotková, Kubálková, Pólová, Sísová, Řehůřková. Trenér L. Pol
- Bohemians Praha: Eva Krahulcová, Brychcínová, Šplíchalová, Taušnerová, Svobodová, Martínková. Trenér
- Slavia Kroměříž: Dvořáková, Buchtíková, Přibylová, Slezáková, Kostihová, Seidlová, Drunovská, Novosadová, Emgartová. Trenér

## Zajímavosti
- Mistrovství světa v basketbalu žen 1967 (Praha), Československo, v dubnu 1967 za účasti 11 družstev. Konečné pořadí: 1. Sovětský svaz, 2.Jižní Korea, 3. Československo, 4. Německá demokratická republika (NDR).Československo na MS 1967 v sestavě: Marta Kreuzová-Melicharová 78 bodů /6 zápasů, Helena Malotová-Jošková 55 /6, Milena Jindrová 46 /5, Olga Přidalová (Kyzlinková-Mikulášková) 40 /6, Věra Štechrová-Koťátková 39 /6, Elena Zvolenská 36 /6, Sylva Richterová 19 /6, Eva Mikulášková 17 /6, Ivana Mrázková-Kuchařová 11 /5, Pavla Holková-Gregorová 7 /3, Dana Tušilová-Rumlerová 6 /5, Marie Zahoříková-Soukupová 2 /3, celkem 356 bodů v 6 zápasech (4 vítězství, 2 porážky). Trenér: Miloslav Kříž, asistent Jan Karger
- Mistrovství Evropy v basketbale žen 1966 se konalo v Rumunsku (Kluž) v září 1966 za účasti 12 družstev. Mistrem Evropy byl Sovětský svaz', Československo na 2. místě , Německá demokratická republika (NDR) na 3. místě, Rumunsko na 4. místě. Československo na ME 1966 hrálo v sestavě: Helena Malotová-Jošková 74 bodů /6 zápasů,Marta Kreuzová-Melicharová 68 /7, Věra Štechrová-Koťátková 65 /6,Milena Jindrová 60 /7, Elena Zvolenská 54 /7, Sylva Richterová 50 /6, Ivana Mrázková-Kuchařová 46 /6, Zora Staršia-Haluzická 31 /4, Pavla Holková-Gregorová 20 /5, Dana Tušilová-Rumlerová 20 /6, Olga Přidalová (Kyzlinková-Mikulášková) 14 /6, Marie Zahoříková-Soukupová 9 /2, celkem 511 bodů v 7 zápasech (6 vítězství, 1 porážka). Trenér: Miloslav Kříž, asistent Jan Karger
- V Poháru evropských mistrů v basketbalu žen Sparta ČKD Praha v sezóně 1966/67 v semifinále vyřadila Wisla Krakov a ve finále podlehla Daugava Riga. Umístění českého družstva patří mezi významné úspěchy klubu.